# Teoria dei campi morfogenetici
Il campo morfogenetico in biologia dello sviluppo è un'ipotesi di ricerca risalente ai primi del Novecento, che identifica anche una regione discreta di cellule in un embrione.
Il termine campo morfogenetico concettualizza la scoperta scientifica sperimentale secondo cui un gruppo embrionale di cellule, per esempio un primo abbozzo di arto anteriore, poteva essere trapiantato in un'altra parte dell'embrione e, nel corso dello sviluppo individuale, dare comunque origine a un arto anteriore in una posizione insolita dell'organismo. Descrive inoltre un gruppo di cellule embrionali in grado di rispondere a segnali biochimici localizzati — chiamati campo — che portano alla genesi di strutture morfologiche: tessuti, organi o parti di un organismo.

## Storia

### Sviluppo iniziale del concetto
Il concetto di campo morfogenetico fu introdotto per la prima volta nel 1910 da Alexander G. Gurwitsch. La sua validità sperimentale fu poi supportata dagli esperimenti di Ross Granville Harrison, che trapiantò frammenti di embrioni di tritone in posizioni diverse. Harrison individuò "campi" di cellule responsabili della formazione di organi come arti, coda e branchie, dimostrando che anche frammentando tali campi o aggiungendo cellule indifferenziate si otteneva comunque una struttura finale normale. Ciò portò all’idea che fosse il campo cellulare, e non le singole cellule, a definire lo sviluppo degli organi. Il concetto fu ulteriormente sviluppato da Hans Spemann, Paul Weiss e altri, in una linea di pensiero affine all'entelechia dei "vitalisti" come Hans Adolf Eduard Driesch. Nei primi decenni del Novecento, questa ipotesi di campo fu centrale nello studio della embriologia.

### Ascesa della genetica moderna
Negli anni '30, tuttavia, gli studi dei genetisti, in particolare Thomas Hunt Morgan, evidenziarono il ruolo cruciale di cromosomi e geni nel controllo dello sviluppo. La nuova sintesi evolutiva ridusse l’importanza attribuita alla teoria dei campi. Morgan fu un critico severo, vedendo gene e campo come alternative in competizione per il ruolo di unità fondamentale della ontogenesi. La scoperta e la mappatura di geni regolatori principali, come i geni homeobox (scoperti nel 1983), consolidarono la centralità dei geni nello sviluppo.

### Riscoperta del concetto di campo
Verso la fine del XX secolo, il concetto di campo morfogenetico fu rivalutato come utile nella biologia dello sviluppo. Si osservò ad esempio che mutazioni diverse potevano provocare medesime malformazioni, suggerendo che tali mutazioni agissero su complessi strutturali unitari corrispondenti ai campi embrionali originari. Nel 1996 Scott F. Gilbert propose che i campi rappresentassero un intermediario tra geni ed evoluzione, con i geni che agiscono sui campi e questi che a loro volta influenzano l’organismo in sviluppo. Nel 2000 Jessica Bolker descrisse i campi morfogenetici non solo come strutture in formazione, ma come entità dinamiche con processi di sviluppo localizzati, fondamentali per la nascente biologia evolutiva dello sviluppo (“evo-devo”).

### Declino del concetto
Nel 2005 Sean B. Carroll e collaboratori citano i campi morfogenetici come semplice "idea storica" degli embriologi per spiegare il fenomeno del trapianto di gemme di arto, definendo un “campo” semplicemente come una “regione discreta” nell'embrione.